# Molla Wagué
Molla Wague (* 21. Februar 1991 in Vernon) ist ein französisch-malischer Fußballspieler. Der Innenverteidiger war auch malischer Nationalspieler.

## Vereinskarriere
Wague, dessen Eltern aus Mali stammen, begann das Fußballspielen in der Jugendabteilung eines unterklassigen Klubs in Les Andelys. Nach einer weiteren Station bei einem regionalen Verein wechselte er 2005 in die Jugendabteilung des FC Rouen. Zu dieser Zeit begann der damals 14-Jährige Stürmer, eine Umschulung zum Innenverteidiger vorzunehmen. Diese Position nahm er später in seiner Profikarriere ein. Diese verließ er nach einem Jahr wieder und wechselte zum SM Caen. Bei Caen schaffte er 2008 als 17-Jähriger den Sprung in die zweite Mannschaft. Zu Beginn der Saison 2011/12 durfte er erstmals für die Profimannschaft von Caen ein Erstligaspiel bestreiten. Im November 2011 kam er bei seinem zweiten Einsatz zu seinem ersten Torerfolg. Seine Leistung in dem Spiel gegen den AC Ajaccio wurde unter anderem von seinem Trainer Franck Dumas außerordentlich gelobt. Er kam in seiner ersten Profisaison auf fünf Einsätze, konnte den Abstieg der Mannschaft in die zweite Liga im Jahr 2012 aber nicht verhindern. In dessen Folge wurde Wague regelmäßiger eingesetzt, auch wenn er mit dem Team am angestrebten Aufstieg scheiterte. Dieser gelang 2014 im zweiten Anlauf.
Direkt im Anschluss an den geglückten Aufstieg kehrte er Caen den Rücken und unterschrieb beim spanischen Erstligisten FC Granada. Allerdings wurde er für die Spielzeit 2014/15 direkt an Udinese Calcio in die höchste italienische Spielklasse weiterverliehen. Dort nahm er zumeist die Rolle eines Ersatzspielers ein und wurde nach dem Leihende im Sommer 2015 dauerhaft verpflichtet. Im Januar 2017 wurde Wague er für den Rest der Saison 2017/18 an Leicester City ausgeliehen. Aufgrund einer Schulterverletzung bestritt er lediglich ein Spiel im Ligapokal für Leicester.
Zur Saison 2017/18 wechselte er zu Udinese Calcio. Er spielte aber nur je einmal im Pokal und Liga für Calcio, bevor er Ende August 2017 an den FC Watford ausgeliehen wurde. Für Watfort bestritt Wagué sechs Spiele in der Liga und eines im Pokal. Ab Anfang Februar 2018 wurde er nicht mehr eingesetzt. In der Saison 2018/19 gehörte er wieder zum Kader von Calcio, hatte er nur zwei Einsätze in der Liga. Ende Januar 2019 wurde er für den Rest der Saison an Nottingham Forest ausgeliehen. Er wurde dort bei 11 von 16 möglichen Spielen eingesetzt und schoss dabei drei Tore.
Mitte Juli 2019 wechselte Wagué nach Frankreich zum FC Nantes und unterschrieb dort einen Vertrag mit einer Laufzeit von drei Jahren. Im September 2020 wurde er für den Rest der Saison an den SC Amiens in die Ligue 2, die zweithöchste französische Liga, ausgeliehen. Nach seiner Rückkehr absolvierte er allerdings keine Partie mehr für Nantes und so wurde er Anfang Januar 2022 in der Winterpause 2021/22 fest an den belgischen Erstligisten RFC Seraing abgegeben. Nachdem er bei vier von fünf möglichen Ligaspielen für Seraing auf dem Platz stand, wurde Anfang Februar 2022 sein Vertrag auf seine Bitten aus privaten Gründen aufgelöst.

## Nationalmannschaft
2009 wurde er in den Kader der französischen U-19 berufen und gab bei einem 0:1 gegen Belgien sein Debüt. Dies blieb aber sein einziger Einsatz für eine französische Jugendnationalmannschaft. Wague, der ebenfalls für Mali spielberechtigt ist, sollte 2011 für die malische U-20-Auswahl an der Junioren-Afrikameisterschaft teilnehmen, wovon ihn jedoch eine Malaria-Erkrankung nach einer Afrikareise abhielt. Zwei Jahre darauf wurde er bei der Afrikameisterschaft 2013 in die malische Auswahl berufen. Beim 1:0 gegen die Nigrische Auswahl stand er bereits im ersten Gruppenspiel über die volle Zeit auf dem Platz und feierte damit sein Debüt. Im Verlauf des Turniers kam er insgesamt vier Mal zum Einsatz und belegte mit Mali den dritten Platz. Anschließend folgten gelegentlich weitere Berufungen ins Nationalteam. Auch bei der Afrikameisterschaft 2015 stand er im Kader, doch schied seine Mannschaft nach negativem Losentscheid gegen die punkt- und torgleiche Elf aus Guinea nach der Gruppenphase aus. Bis 2019 absolvierte Wagué insgesamt 37 Partien, in denen er vier Treffer erzielen konnte.